# Corydalis humicola
Corydalis humicola är en vallmoväxtart som beskrevs av Hand.-mazz.. Corydalis humicola ingår i släktet nunneörter, och familjen vallmoväxter. Inga underarter finns listade i Catalogue of Life.